# Sisyphos (Dialog)

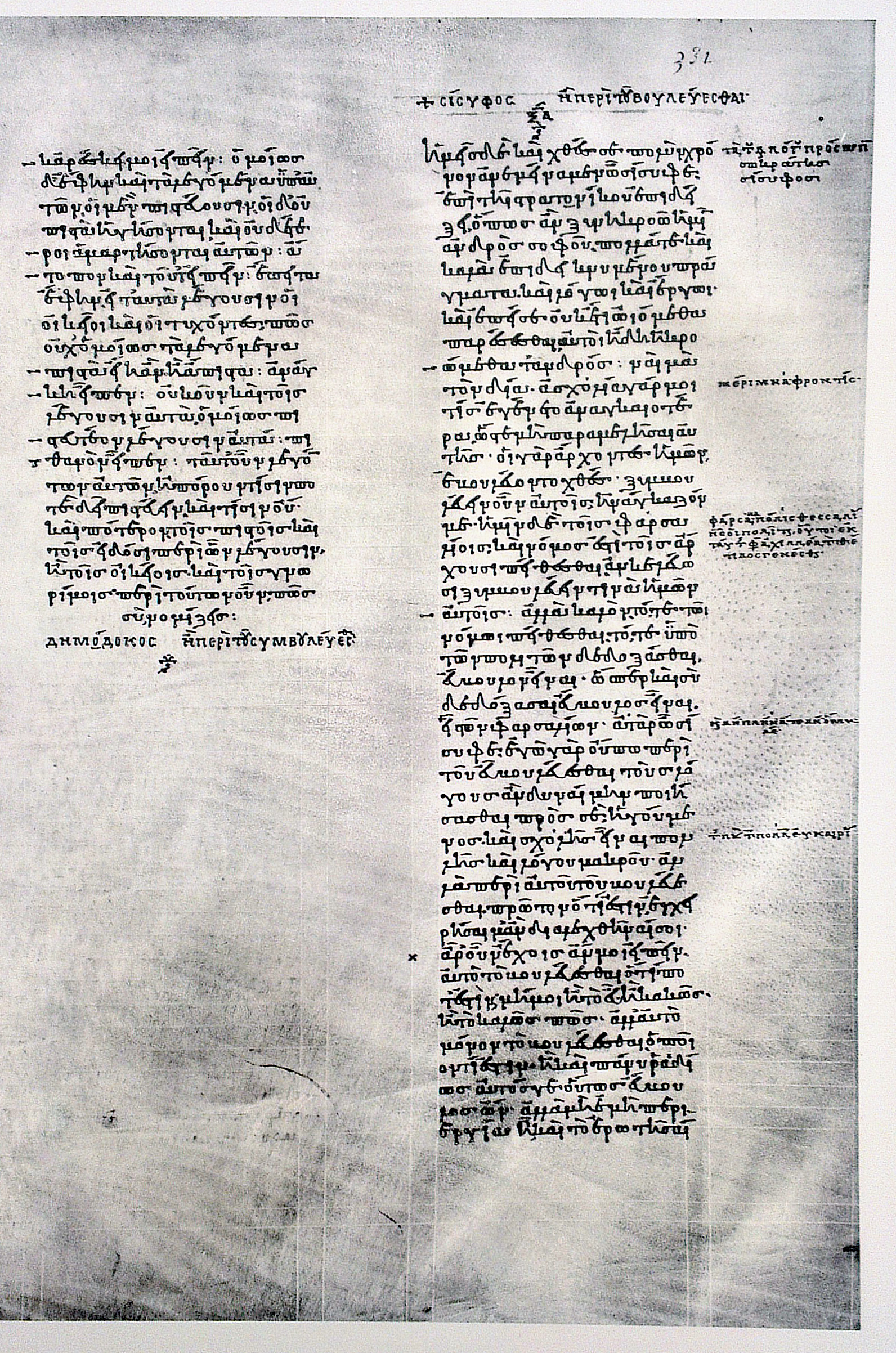
Der Anfang des Sisyphos in der ältesten erhaltenen Handschrift: Paris, Bibliothèque Nationale, Gr. 1807 (9. Jahrhundert)

Der Sisyphos (griechisch Σίσυφος Sísyphos, latinisiert Sisyphus) ist ein antiker literarischer Dialog in altgriechischer Sprache, der dem Philosophen Platon zugeschrieben wurde, aber sicher nicht von ihm stammt. Die Unechtheit wurde schon in der Antike erkannt.
Den Inhalt bildet ein kurzes Gespräch zwischen dem Philosophen Sokrates und dem vornehmen Thessalier Sisyphos. Erörtert wird die Frage, worin der Sinn einer Beratschlagung besteht und was eigentlich dabei geschieht. Daher trägt der Dialog in den Handschriften den Alternativtitel „Über das Beratschlagen“.

## Ort, Zeit und Teilnehmer
Der historische Sokrates, der Lehrer Platons, hatte die Gewohnheit, mit seinen Bekannten, Freunden und Schülern ebenso wie mit Fremden und auswärtigen Besuchern Gespräche zu führen, die er auf die ihn interessierenden philosophischen Fragen hinlenkte. Auch der Autor des Sisyphos lässt Sokrates eine Bemerkung seines Gesprächspartners aufgreifen und zum Anlass nehmen, eine philosophische Erörterung zu beginnen.
Sisyphos hat am Vortag an einer Ratsversammlung in der thessalischen Stadt Pharsalos teilgenommen, deren Bürger er ist. Dies deutet darauf, dass sich der Dialog dort abspielt, was eine Reise des Sokrates nach Thessalien voraussetzt. Das ist sehr auffällig, denn Sokrates pflegte seine Heimatstadt Athen – abgesehen von seinen militärischen Einsätzen im Peloponnesischen Krieg – nicht zu verlassen; der Schauplatz aller platonischen Dialoge, in denen er auftritt, ist Athen oder die Umgebung dieser Stadt. Daher ist in der Forschung die Deutung vorgeschlagen worden, dass der Autor des Sisyphos an einen Aufenthalt des Thessaliers in der Heimat des Philosophen gedacht hat. Sisyphos kann aber die Distanz zwischen Pharsalos und Athen (187 km Luftlinie) nicht in so kurzer Zeit zurückgelegt haben, zumal die Ratsversammlung den ganzen Vortag in Anspruch genommen hat. Dies spricht dafür, dass der Verfasser des Dialogs einen Aufenthalt des Sokrates in Thessalien erfunden hat.
Sisyphos gehört offenbar zur Führungsschicht seiner Heimatstadt, da er von deren Archonten zu einer Beratung herangezogen wird. Anscheinend ist die Dialogfigur identisch mit dem historischen Adligen Sisyphos von Pharsalos, der einem alten thessalischen Geschlecht angehörte. Der Vater des historischen Sisyphos, Daochos I., bekleidete das Amt des Tagos, des Befehlshabers der Streitmacht des thessalischen Bundes. Sisyphos’ Sohn Daochos II. spielte später als Vertrauensmann König Philipps II. von Makedonien in Thessalien eine führende Rolle.
Der historische Sisyphos von Pharsalos hat zu Beginn des 4. Jahrhunderts v. Chr. anscheinend eine wichtige militärische Funktion ausgeübt, er war also damals wohl mindestens dreißig Jahre alt. Eine Begegnung mit Sokrates, der 399 v. Chr. starb, ist daher chronologisch möglich. Sie ist aber unwahrscheinlich; es ist davon auszugehen, dass es sich um eine literarische Fiktion des Dialogautors handelt.

## Inhalt
Eine Rahmenhandlung fehlt, der Gesprächsverlauf wird in direkter Rede wiedergegeben. Sokrates teilt dem soeben eingetroffenen Sisyphos mit, dass er am Vortag, als die beiden gemeinsam eine Rede hören wollten, vergeblich auf ihn gewartet hat. Sisyphos gibt als Grund für sein Fernbleiben an, dass er wegen einer Ratsversammlung, an der er aufgrund einer gesetzlichen Verpflichtung teilnehmen musste, verhindert war. Daher geht Sokrates davon aus, dass Sisyphos bei seinen Mitbürgern als guter Ratgeber gilt.
Aus Platons Werken ist bekannt, dass Sokrates im Gespräch mit Fachleuten, die auf ihren Gebieten als tüchtig angesehen wurden, nach dem jeweiligen Wissen zu fragen pflegte, auf dem der Kompetenzanspruch seines Gesprächspartners basierte. Darauf steuert er auch hier zu. Sisyphos wird als Ratgeber geschätzt; naheliegend wäre also die Frage, was eine gute Beratschlagung ausmacht. Dieses Thema stellt Sokrates aber vorerst zurück, da es zu viel Zeit erfordere. Er wirft zunächst nur die einfachere Frage auf, worin eigentlich eine Beratschlagung besteht. Sisyphos zeigt sich über die vermeintliche Trivialität dieser Frage erstaunt.
Beratungen, wie Sokrates sie kennt, bestehen darin, dass Personen, die nicht wissen, was sie tun sollen, über ihre Ahnungen und Mutmaßungen reden und auf gut Glück herauszufinden versuchen, was in der aktuellen Lage angebracht ist. Es kann sein, dass sie dabei zufällig auf das Richtige stoßen. Sisyphos, der als Ratgeber nicht als so inkompetent erscheinen möchte, ist jedoch mit dieser Definition des Beratens nicht einverstanden, er stellt seine Tätigkeit anders dar. Er meint, bei den Teilnehmern einer Beratung sei ein gewisses Wissen schon vorhanden, das nur vervollständigt werden müsse, da bestimmte Einzelheiten noch unklar seien. Sokrates vergleicht dies mit den Bemühungen von Mathematikern, die bereits wissen, was ein Würfel ist, und nun herausfinden möchten, wie man ihn verdoppelt („Delisches Problem“).
Tatsache bleibt aber, wie Sokrates betont, dass man immer nach etwas sucht, was man nicht kennt. Alle sich Beratenden streben nach einem Wissen, das sie nicht haben; sie suchen die jeweils beste Option. Beratschlagung ist somit nichts anderes als ein gemeinsames Suchen, ein Herumraten und Mutmaßen. Wenn ein Unwissender mit anderen Unwissenden beratschlagt, ist er nur ein Suchender unter Suchenden und kein Ratgeber. Die Alternative zum gemeinsamen Mutmaßen besteht für Sokrates darin, dass man sich von jemand, der bereits über Wissen verfügt, belehren lässt. Nur wer aufgrund eines bereits vorhandenen Wissens belehren kann, ist ein wirklicher Berater.
Sokrates deutet an, dass es nach seiner Ansicht solche Wissende gibt, an die man sich wenden könnte, wenn es um politische Fragen wie die auf der Versammlung in Pharsalos erörterten geht. Damit meint er offensichtlich – gemäß dem platonischen Philosophieverständnis – Philosophen. Den Teilnehmern der Ratsversammlung in Pharsalos hingegen traut er keine derartige Sachkompetenz zu. In ihnen sieht er nur Ratlose, die aufs Geratewohl etwas zu erkennen hoffen, statt sich von kompetenten Fachleuten belehren zu lassen. Dieser Einschätzung kann Sisyphos nicht widersprechen.
Schließlich lenkt Sokrates die Aufmerksamkeit auf den Gegenstand von Beratungen. Dieser ist immer etwas Zukünftiges. Der Zweck einer Beratung besteht also darin, schon in der Gegenwart Zukünftiges zu erfassen, obwohl die Zukunft noch gar nicht existiert. Das erscheint als paradox. Da das Zukünftige in der Gegenwart noch keine Beschaffenheit hat, stellt sich die Frage, wie es überhaupt Gegenstand von Erkenntnis sein kann. Wenn es unerkennbar ist, hat dies gravierende Folgen: Dann gibt es kein Kriterium für die Qualität eines Ratschlags, und die Aussage, jemand sei ein guter oder schlechter Berater, ist sinnlos. Dieses Problem bleibt ungelöst; der Dialog endet mit der Aufforderung an Sisyphos, weiter darüber nachzudenken. Somit mündet die Auseinandersetzung mit dem Thema so wie in manchen echten Dialogen Platons in eine Aporie (Ratlosigkeit), eine Lösung ist vorerst nicht in Sicht.

## Verfasser und Entstehungszeit
Wahrscheinlich ist der Dialog im 4. Jahrhundert v. Chr. entstanden. Michael Erler denkt eher an die erste Jahrhunderthälfte, während Joseph Souilhé für Abfassung nach der Jahrhundertmitte plädiert. Carl Werner Müller meint, den Entstehungszeitraum auf die Zeit zwischen 361 und etwa 350 v. Chr. eingrenzen zu können; seiner Ansicht haben sich eine Reihe von Forschern angeschlossen.

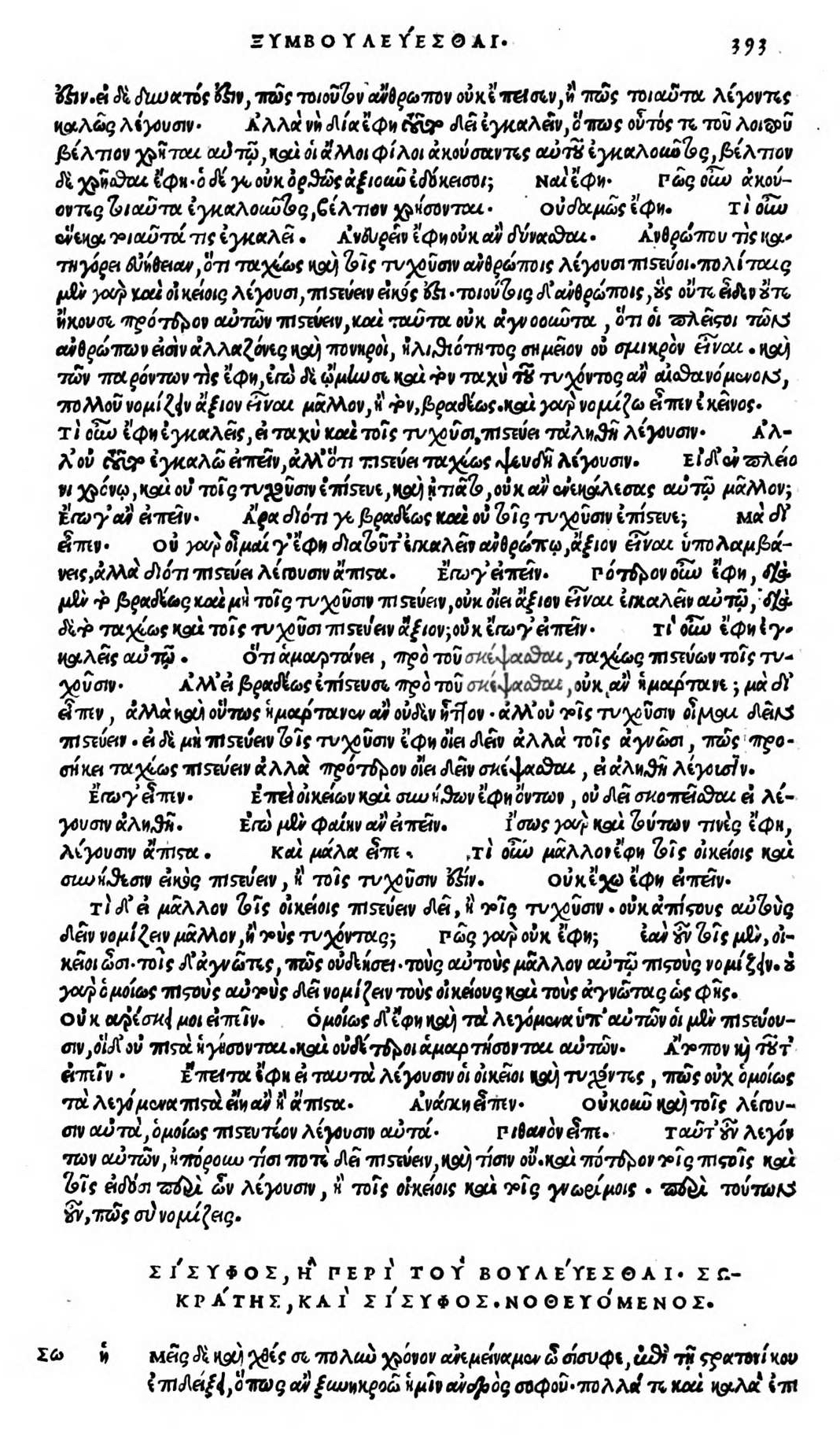
Der Anfang des Sisyphos in der Erstausgabe, Venedig 1513

Über die Person des Autors lässt sich nichts Näheres ermitteln. Er war vermutlich ein Angehöriger der Platonischen Akademie und wollte offenbar beim Leser eine protreptische Wirkung erzielen, das heißt für die platonische Philosophie werben. Erkennbar ist, dass ihn Platons Dialog Menon, wo die Problematik der Suche nach Unbekanntem thematisiert wird, beeinflusst hat. Alfred Edward Taylor meint, der Sisyphos stamme vielleicht von dem unbekannten Verfasser der unter der Bezeichnung Demodokos zusammengefassten Textgruppe; dort wird ebenfalls der Sinn des Beratschlagens kritisch erörtert. Margherita Isnardi sieht im Autor des Sisyphos einen Gegner der athenischen Demokratie, dessen Kritik am Beratschlagen darauf abziele, das Prinzip der demokratischen Beschlussfassung zu diskreditieren.

## Rezeption
Da der Sisyphos in der Antike als unecht galt, wurde er nicht in die Tetralogienordnung der Werke Platons aufgenommen. Der Philosophiegeschichtsschreiber Diogenes Laertios und der Verfasser der anonym überlieferten spätantiken „Prolegomena zur Philosophie Platons“ führten ihn unter den Schriften auf, die übereinstimmend als nicht von Platon stammend angesehen wurden.
Das Interesse an dem kleinen Werk war in der Antike sehr gering. Der einzige Beleg für literarische Rezeption stammt aus der römischen Kaiserzeit: Der Redner Dion Chrysostomos (Dion von Prusa) griff in seiner 26. Rede Gedanken aus dem Dialog auf.
Im Mittelalter war der Dialog den lateinischsprachigen Gelehrten des Westens unbekannt. Im Byzantinischen Reich hingegen war er manchen Gelehrten zugänglich. Die älteste erhaltene Handschrift stammt aus dem 9. Jahrhundert.
Im Zeitalter des Renaissance-Humanismus wurde der Sisyphos wiederentdeckt, fand aber bei den Humanisten wenig Beachtung. Die Erstausgabe des griechischen Textes erschien im September 1513 in Venedig bei Aldo Manuzio im Rahmen der von Markos Musuros herausgegebenen Gesamtausgabe der Werke Platons. Auf dieser Ausgabe basiert die lateinische Übersetzung, die der Humanist Willibald Pirckheimer erstellte und 1523 in Nürnberg bei seinem Drucker Friedrich Peypus veröffentlichte.
In der modernen Forschung wird der literarische und philosophische Wert des Sisyphos gering veranschlagt. Alfred Edward Taylor bezeichnet den Stil als unbeholfen und rügt, der Autor habe eine Schwäche für „kindische“ Widerlegungskunst im Streitgespräch (Eristik).

## Ausgaben und Übersetzungen
- Joseph Souilhé (Hrsg.): Platon: Œuvres complètes, Bd. 13, Teil 3: Dialogues apocryphes. 2. Auflage, Les Belles Lettres, Paris 1962, S. 55–75 (kritische Ausgabe mit französischer Übersetzung)
- Franz Susemihl (Übersetzer): Sisyphos. In: Erich Loewenthal (Hrsg.): Platon: Sämtliche Werke in drei Bänden, Bd. 3, unveränderter Nachdruck der 8., durchgesehenen Auflage, Wissenschaftliche Buchgesellschaft, Darmstadt 2004, ISBN 3-534-17918-8, S. 825–831